# Peola
Peola az Amerikai Egyesült Államok északnyugati részén, Washington állam Garfield megyéjében elhelyezkedő önkormányzat nélküli település.
Peola postahivatala 1880 és 1934 között működött.

## Híres személy
- Walter James Fitzgerald – római katolikus püspök[2]

## Fordítás
Ez a szócikk részben vagy egészben  a   Peola, Washington című angol Wikipédia-szócikk ezen változatának fordításán alapul.  Az eredeti cikk szerkesztőit annak laptörténete sorolja fel. Ez a jelzés csupán a megfogalmazás eredetét és a szerzői jogokat jelzi, nem szolgál a cikkben szereplő információk forrásmegjelöléseként.